# Maranapura, Tirumakudal Narsipur
Maranapura là một làng thuộc tehsil Tirumakudal Narsipur, huyện Mysore, bang Karnataka, Ấn Độ.